# Athibordee Atirat
Athibordee Atirat (thailändisch อดิศักดิ์ ไกรษร, * 28. Februar 1992 in Khon Kaen), auch als Aekk (thailändisch เอก) bekannt, ist ein thailändischer Fußballspieler.

## Karriere
Athibordee Atirat erlernte das Fußballspielen in der Jugendmannschaft des Erstligisten Chonburi FC in Chonburi. Hier unterschrieb er 2012 auch seinen ersten Profivertrag. 2012 wurde er an den damaligen Zweitligisten Siam Navy FC ausgeliehen. Im Anschluss wurde er an den Ligakonkurrenten Songkhla United FC, einem Verein aus Songkhla im Süden des Landes, ausgeliehen. 2014 unterschrieb er einen Vertrag in Bangkok beim Erstligaverein Army United. Nach 6 Monaten wurde er im Juli 2014 an Chainat Hornbill FC ausgeliehen. 2015 ging er nach Nakhon Ratchasima und schloss sich dem dort ansässigen Nakhon Ratchasima FC an. Nach 57 Spielen für Korat wechselte er 2018 wieder nach Bangkok zum Port FC. Hier wurde er die Rückserie 2018 an den Ligakonkurrenten Navy FC nach Sattahip ausgeliehen. Nachdem die Navy in die zweite Liga abstieg kehrte er 2019 wieder zu Port zurück. Im gleichen Jahr stand er mit Port im Finale des FA Cup, dass Port mit 1:0 gegen den Erstligisten Ratchaburi Mitr Phol aus Ratchaburi gewann. Nach insgesamt 13 Spielen für Port wurde sein Vertrag im Juni 2020 nicht verlängert. Der Zweitligist Chiangmai FC aus Chiangmai Ende Juni 2020 unter Vertrag. Für den Zweitligisten absolvierte er 19 Zweitligaspiele. Im Juni 2021 wechselte er ablösefrei zum BG Pathum United FC. Einen Monat später wechselte er auf Leihbasis nach Nong Bua Lamphu zum Erstligaaufsteiger Nongbua Pitchaya FC. Für Nongbua stand er einmal in der ersten Liga auf dem Spielfeld. Nach Ende der Hinrunde ging er ebenfalls auf Leihbasis nach Bangkok zum Ligakonkurrenten Raj-Pracha FC. Am Ende der Saison musste er mit dem Hauptstadtverein in die dritte Liga absteigen. Nach dem Abstieg kehrte er im Mai 2022 zu BG zurück. Hier wurde sein Vertrag nicht verlängert. Im Juli 2022 wechselte er für eine Saison auf Leihbasis zum Erstligisten Chiangrai United. Für den Erstligisten bestritt er sechs Ligaspiele. Nach der Ausleihe kehrte er zu BG zurück. Hier wurde sein Vertrag im Sommer 2023 nicht verlängert. Ende Juli 2023 wurde er von Chiangrai United fest unter Vertrag genommen. Nach einer Spielzeit, in der er neun Ligaspiele absolvierte, wurde sein Vertrag im Sommer 2024 nicht verlängert. Nach kurzer Vertragslosigkeit nahm ihn im Januar 2025 der Zweitligist Chanthaburi FC unter Vertrag.

## Erfolge
Port FC
- Thailändischer Pokalsieger: 2019